# فرودگاه آبی پولاتوک
فرودگاه آبی پولاتوک (به انگلیسی: Paulatuk Water Aerodrome) (موقعیت‌یاب تی‌سی: CEW8) یک پروازگاه همگانی با یک باند فرود آب است.

## موقعیت
این فرودگاه در شبه‌جزیره پاری در خلیج دارنلی در نزیدیکی پالاتوک، منطقه اینویک، قلمروهای شمال غرب، کانادا قرار دارد.

## ارتفاع
ارتفاع آن از سطح دریا ۰ متر است.

## زمان استفاده
این پروازگاه از ماه ژوئیه تا اکتبر مورد استفاده قرار می‌گیرد.